# HALO (técnica militar)

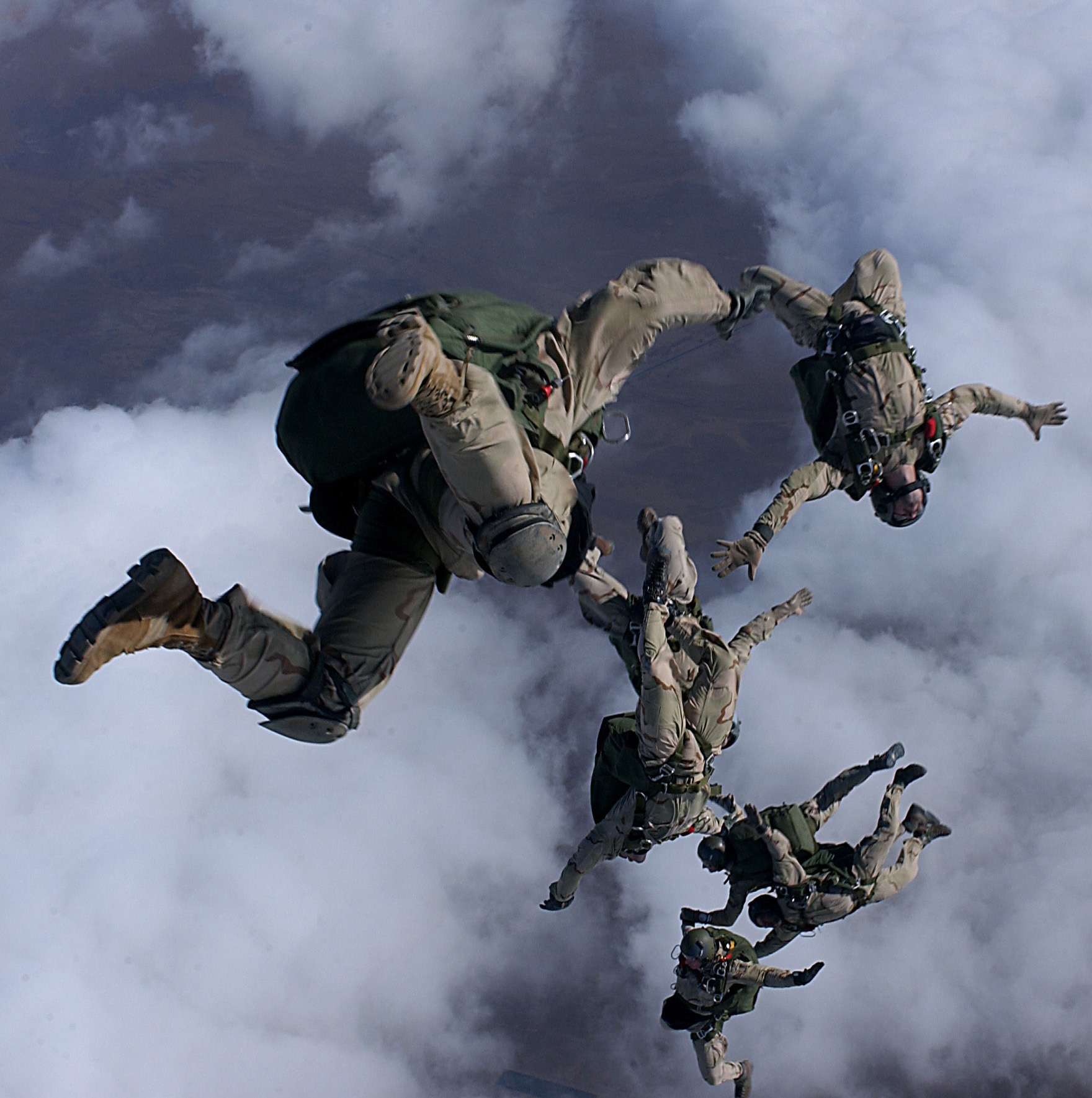
Paraquedistas militares americanos fazendo o HALO.

HALO ou High Altitude-Low Opening (em português "Alta Altitude e Baixa Abertura" ou "Queda Livre Militar") é uma técnica de infiltração por vias aéreas dos paraquedistas de Forças Especiais que consiste em pular a aproximadamente 26 mil pés de altitude (8 quilômetros) abrindo o paraquedas bem perto do solo. É um método em que há poucas possibilidades de contato visual, mas é perigoso pois, sem os devidos cuidados, o paraquedista pode perder a consciência, e morrer em queda livre. Por isso é mais comum o uso de técnicas como a infiltração aérea comum (típica dos paraquedistas) e o HAHO(técnica normalmente usada para pousos de tropas).
A manobra deixa o paraquedista muito tempo em queda livre e demora para que ele atinja o solo e possa se preparar se estiver em área de combate. Normalmente é realizada pelos trenadores mais experientes pois a morte é uma das probabilidades.